# Geesje Kwak

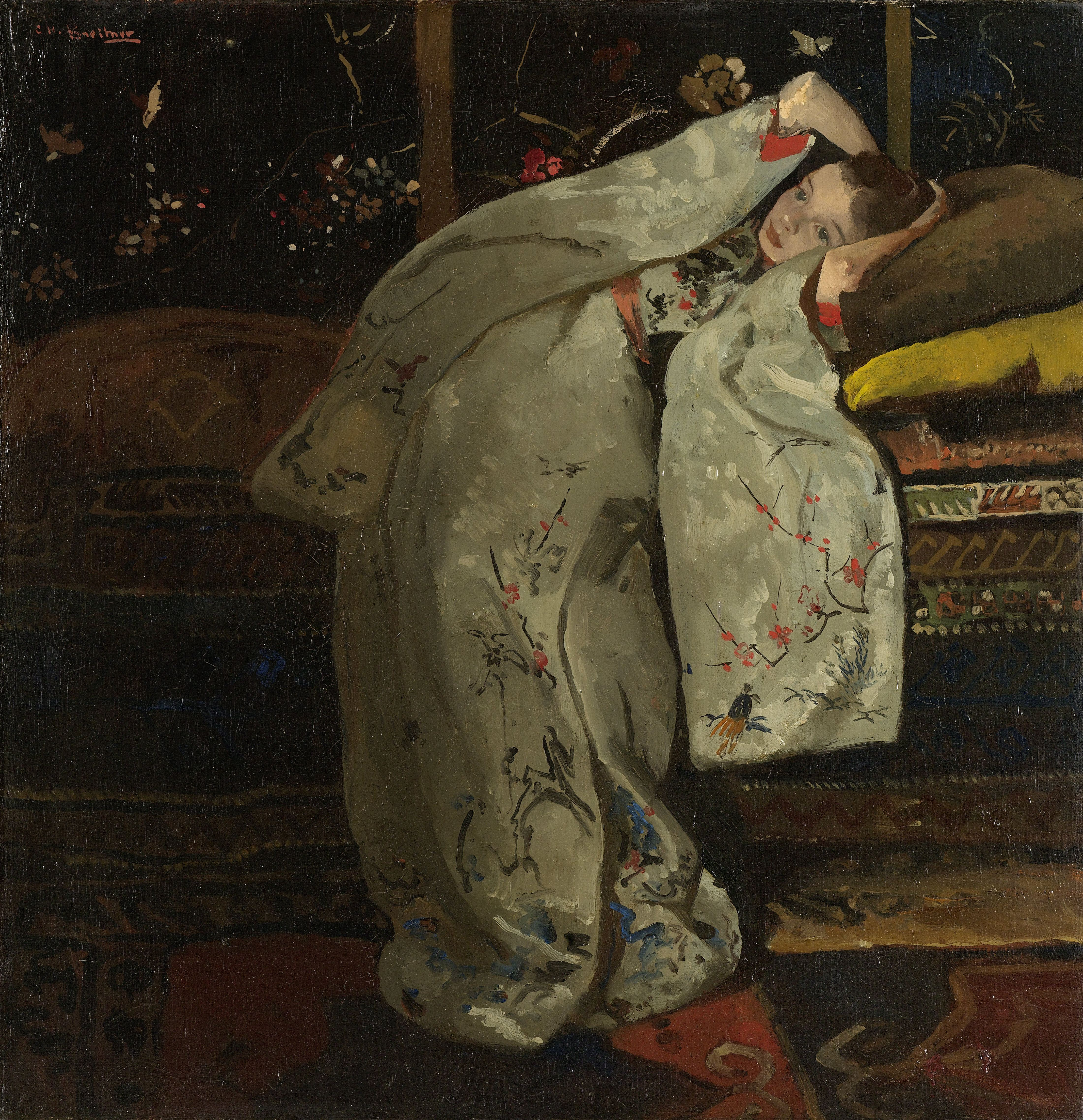
Geesje Kwak, Meisje in witte kimono (1894) door George Hendrik Breitner

Geesje Kwak (Zaandam, 17 april 1877 − Zuid-Afrika, 1899) was een model van de kunstschilder en fotograaf George Breitner. Zij is bekend geworden door de serie van zeven schilderijen (en bijbehorende fotostudies) die Breitner in 1893 en 1894 van haar gemaakt heeft als het meisje in een rode of witte kimono dat in een oosters interieur op een bank ligt of voor de spiegel staat.

## Levensloop
Gezina Kwak werd in 1877 geboren op de Westzijde 534-bis te Zaandam. Geesje verhuisde in 1893 op zestienjarige leeftijd met haar oudere zus Anna naar Amsterdam. Geesje was naaister of hoedenverkoopster. Geesje en Anna woonden eerst in de Govert Flinckstraat, en daarna in de Tweede van Swindenstraat. De beide zusters raakten daar in contact met de kunstschilder Breitner. Deze was juist hersteld van een ooginfectie en had een atelier betrokken aan de Lauriergracht 8. Breitner had in 1892 in Den Haag een tentoonstelling van Japanse prentkunst bezocht en vervolgens diverse Japanse kimono's en een paar kamerschermen aangeschaft. In deze entourage liet hij de zusters in 1893 poseren.
Geesje werd al snel zijn belangrijkste model. Ze liep rond in het atelier en Breitner maakte foto's en schetsen van haar. Zo ontstond de serie schilderijen van Geesje in kimono, waarvan  Meisje in witte kimono en Meisje in rode kimono het bekendste zijn.
Erg lang heeft Geesje niet voor Breitner geposeerd. In 1895 emigreerde zij met haar jongere zus Niesje naar Zuid-Afrika.
Daar overleed zij in 1899 aan tuberculose. Zij werd slechts 22 jaar oud.
Geesje kreeg voor haar werk betaald en de verhouding tussen haar en Breitner schijnt strikt zakelijk te zijn geweest. Breitner hield in een bewaard gebleven aantekenboekje nauwgezet bij, wanneer en hoelang zij voor hem geposeerd had en welk bedrag hij haar daarvoor had gegeven.

## Foto's Geesje, door Breitner

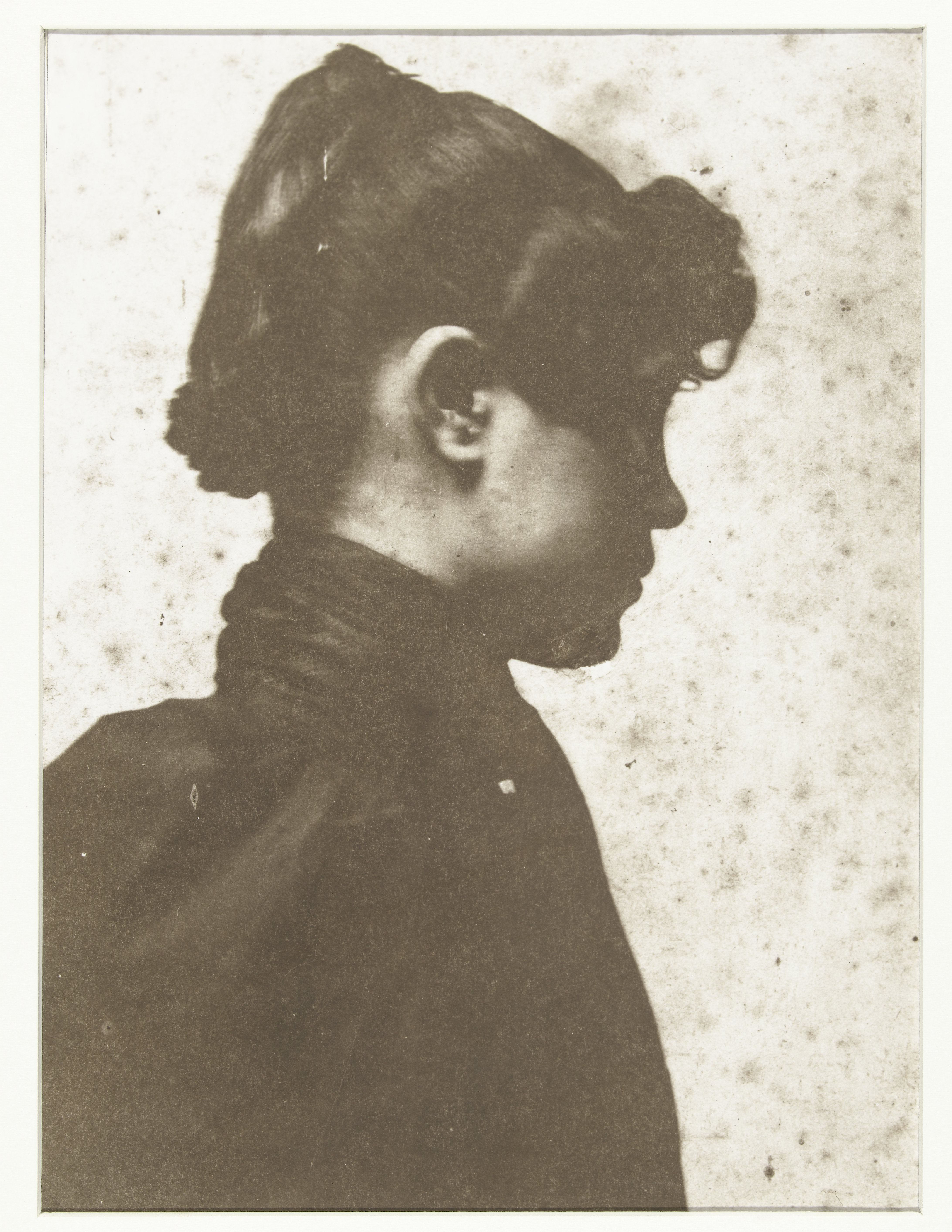
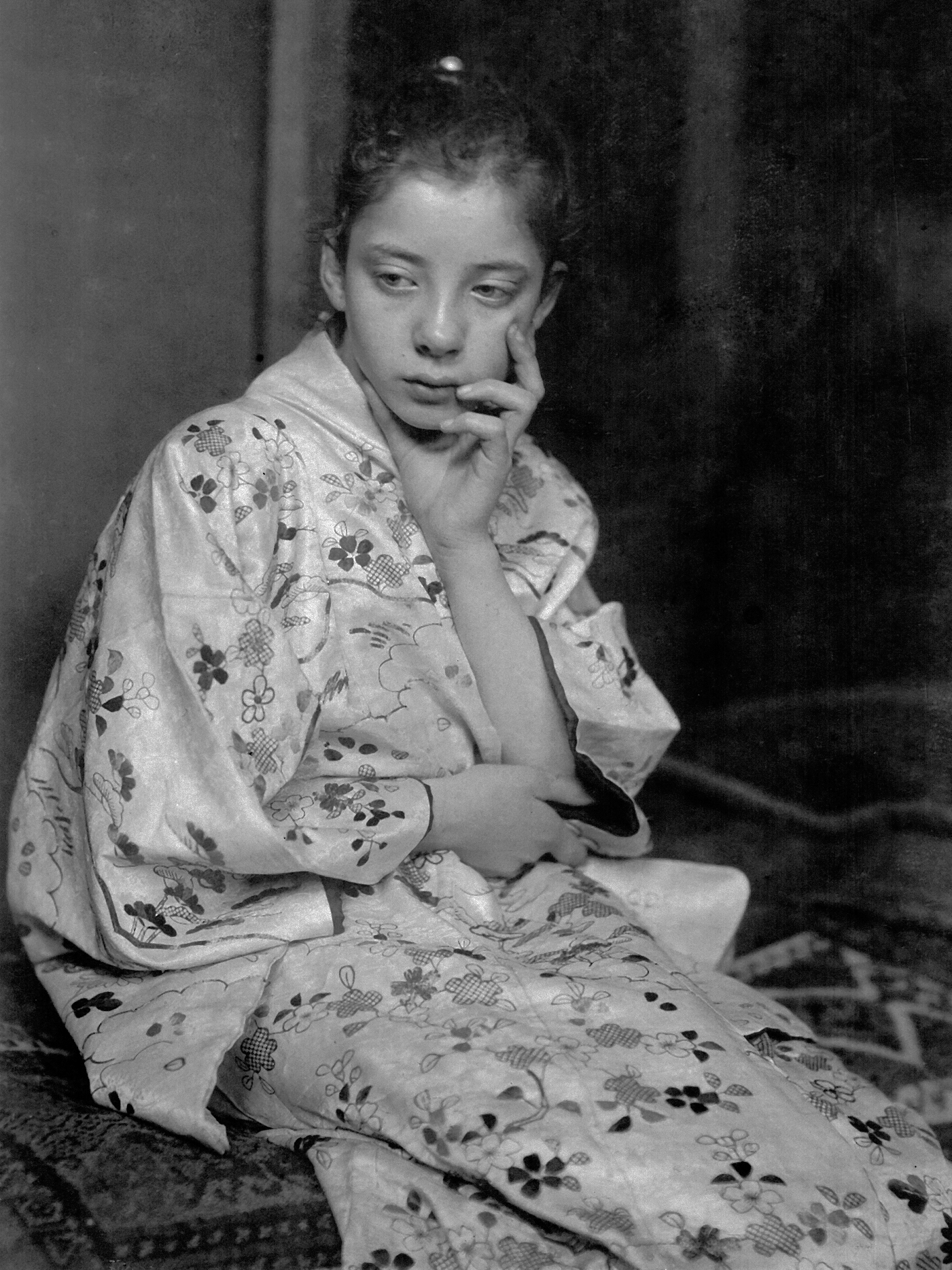
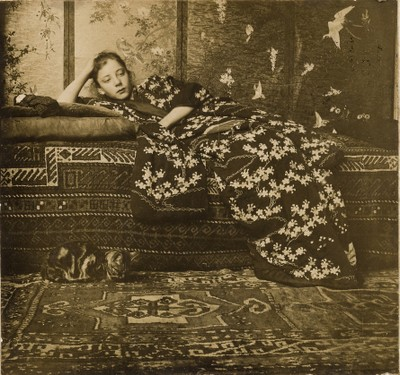
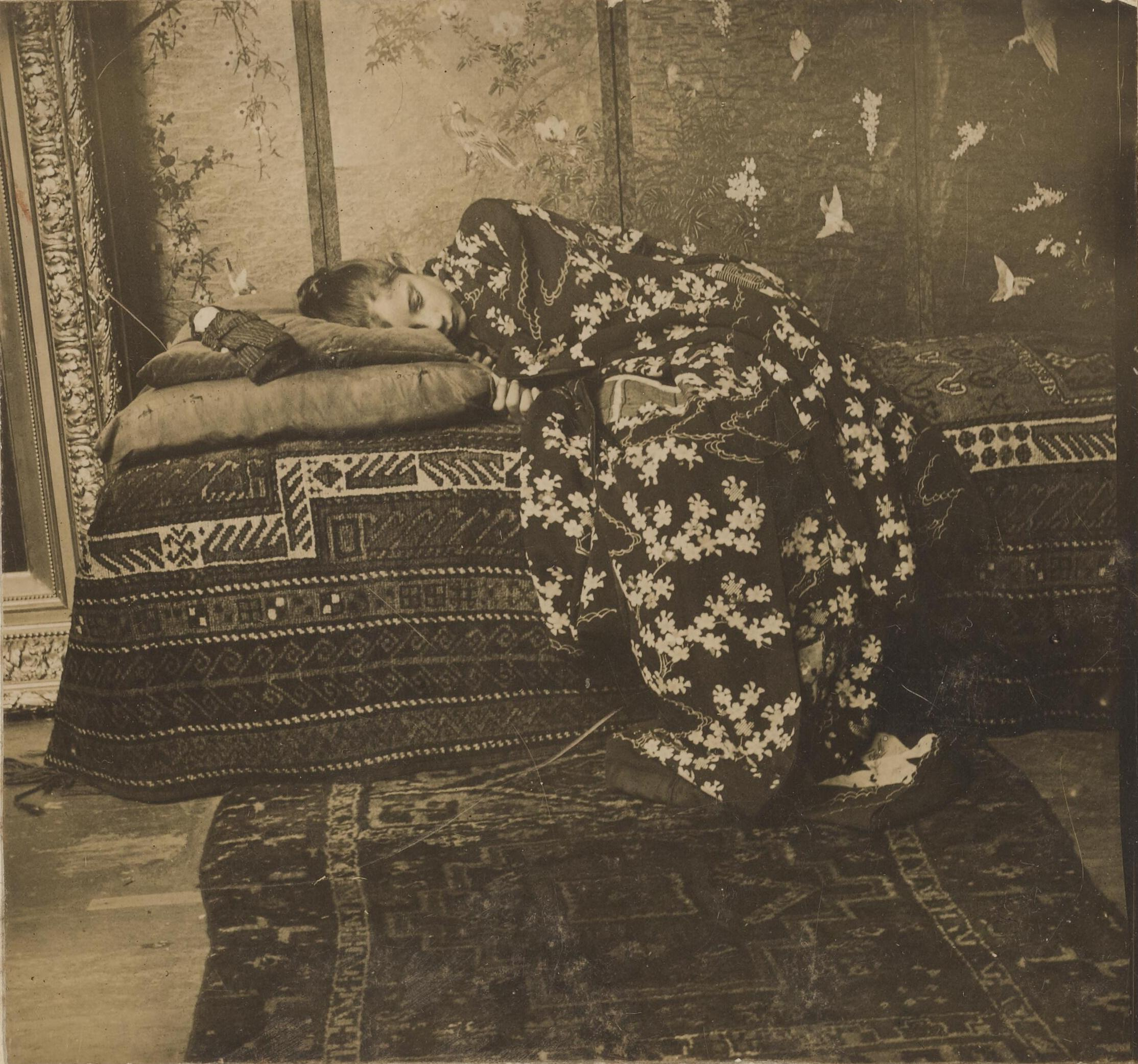